# Daniela Hörburger
Daniela Hörburger, est une biathlète allemande. Elle est deux fois médaillée aux Championnats du monde sur la course par équipes en 1989 et 1990.

## Palmarès

### Championnats du monde
- Médaille de bronze à la course par équipes aux Championnats du monde de 1989 à Feistritz (Autriche).
- Médaille d'argent à la course par équipes aux Championnats du monde de 1990 à Minsk (URSS), Oslo (Norvège) et Kontiolahti (Finlande).